# Chieri
Chieri – miasto i gmina we Włoszech, w regionie Piemont, w prowincji Turyn.
Według danych na rok 2004 gminę zamieszkiwało 32 136 osób, 595,1 os./km².

## Miasta partnerskie
- Épinal, Francja
- Nanoro, Burkina Faso
- Tolve, Włochy